# Odorrana nanjiangensis
Espèce
Odorrana nanjiangensis est une espèce d'amphibiens de la famille des Ranidae.

## Répartition
Cette espèce est endémique du centre de la république populaire de Chine. Elle se rencontre :
- dans l'extrême Sud de la province du Gansu ;
- dans l'extrême Sud-Ouest de la province du Shaanxi ;
- dans le nord-est de la province du Sichuan.

## Description
Odorrana nanjiangensis mesure de 50 à 60 mm pour les mâles et de 57 à 84 mm pour les femelles.

## Étymologie
Son nom d'espèce, composé de nanjiang et du suffixe latin -ensis, « qui vit dans, qui habite », lui a été donné en référence au lieu de sa découverte,  le xian de Nanjiang au Sichuan.

## Publication originale
- Fei, Ye, Xie & Jiang, 2007 : A new Ranidae frog species from Sichuan, China Odorrana (Odorrana) nanjiangensis (Ranidae: Anura). Zoological Research, Kunming, vol. 28, p. 551-555.